# Costello Music
Albums de The Fratellis
Here We Stand
(2008)
Singles
1. Henrietta
Sortie : 12 juin 2006
2. Chelsea Dagger
Sortie : 28 août 2006
3. Whistle For The Choir
Sortie : 27 novembre 2006
4. Flathead
Sortie : 4 mars 2007
5. Baby Fratelli
Sortie : 12 mars 2007
6. Ole Black 'n' Blue Eyes
Sortie : 11 juin 2007

Costello Music est le premier album studio du groupe écossais de rock indépendant The Fratellis publié le 11 septembre 2006 chez Fallout Records au Royaume-Uni et Polydor en France. Enregistré à Los Angeles avec la volonté de faire un album qui sonne vieilli, l'opus est bien accueilli par la critique. Le succès commercial suit donc et il se vend à plus d'un million et demi d'exemplaires de par le monde et plus de 900 000 copies sont vendues outre-Manche, ce qui lui donne un triple disque de platine et lui permet d'atteindre la deuxième place du classements de ventes britanniques. Grâce à cette réussite, le groupe remporte le Brit Awards de la « Révélation britannique » en 2007 et l'European Border Breakers Award en janvier 2008.

## Historique

### Contexte
The Fratellis joue son premier concert en février 2005 à Glasgow et est repéré par un agent peu de temps après. Moins d'un mois après leur découverte, plusieurs labels sont intéressés par le groupe et viennent en Écosse pour les rencontrer. Ils choisissent finalement de signer avec Island Records mais l'album sera publié par la filiale du label Fallout Records.

### Enregistrement et production
Pour enregistrer leur premier album, le groupe part à Los Angeles pour les studios Sunset Sound (Bob Dylan, Rolling Stones, The Doors). Ce choix de privilégier Los Angeles au Royaume-Uni est dicté par Jon Fratelli qui souhaite créer quelque chose qui sonne comme vieilli et qui soit sur de l'analogique. Pour cela, ils vont dans le Studio 3 qui contient du matériel ancien. Le chanteur explique « qu'il se sent plus comme faisant partie de quelque chose qui l'intéresse ». Le producteur Tony Hoffer vient ensuite les aider à finir l'album. Le titre de l'album, Costello Music, est donné d'après un studio qu'ils ont utilisé à Budhill, près de Glasgow

## Parution et réception
Costello Music sort en vinyle et en CD le 11 septembre 2006 au Royaume-Uni après les deux premiers singles Henrietta et Chelsea Dagger. Flathead, le quatrième single, est uniquement disponible par téléchargement sur iTunes à la suite d'une action commerciale avec Apple où il était possible de l'avoir sur son iPod dès l'achat. Un EP homonyme est publié par la suite. L'album ne paraît aux États-Unis que le 13 mars 2007. Les pochettes de l'album et de ses singles sont réalisées par Sam Hadley.
Au Japon, l'album sort le 21 février 2007 avec deux titres inédits : Dirty Barry Stole the Bluebird, face-B de Chelsea Dagger, et Cigarello de l'EP Flathead EP. Cette version spéciale contient aussi les clips vidéo de Henrietta, Chelsea Dagger et Flathead, visibles directement à partir du CD grâce à un programme Adobe Flash.

### Accueil critique
Costello Music reçoit globalement de bonnes critiques puisqu'il totalise un score 71 % sur Metacritic, basé sur dix-sept avis. Stuart Bertman, de Pitchfork, estime que « c'est naïf mais gentil, [...] prévisible et qui en vaut la peine par moments ». Elizabeth Goodman, pour le Rolling Stone, trouve le single Flathead « très accrocheur » et qu'il « nous exulte sur le moment ». Pour Helen Phares, cet album évoque aussi « beaucoup d'énergie » et « du plaisir sur l'instant ». Le journaliste Ryan Foley, du Stylus Magazine partage cette opinion également, décrivant l'album comme « plus que communicatif » et déclare qu'ils « parviennent à remplir leur trente-trois minutes avec des chansonnettes pop-punk dont les mélodies grondent avec beaucoup de toupet et avec suffisamment de parties chantées pour garder un parieur occupé ». Chad Grischow, de l'IGN, trouve l'album « exceptionnel » en concluant que « ce n'est peut être pas l'album le plus raffiné de l'année mais que nous n'allons sûrement pas regretter de l'avoir acheté ». Sal Cinquemani, du Slant Magazine, est le plus négatif puisqu'il estime le travail « péniblement misogyne », « mémorable sur le moment mais heureusement, sans paroles ».

### Succès commercial
L'album atteint la deuxième place du classement des ventes britanniques mais ne perce pas énormément dans les autres pays avec seulement une quarante-huitième place outre-Atlantique. En Europe, en dehors des Pays-Bas où il entre dans le top 15, il stagne généralement entre la cinquantième et la centième place,. Parmi les singles, seul Chelsea Dagger s'en sort honorablement avec une cinquième place au Royaume-Uni et une quatrième aux Pays-Bas. The Fratellis vend plus d'1,5 million d'exemplaires de son premier album à travers le monde, dont plus de 900 000 unités uniquement outre-Manche,.
Le succès de l'album lui permet de remporter le Brit Awards de la « Révélation britannique » de l'année 2007 et l'European Border Breakers Award en janvier 2008.

### Classements et certifications
| Pays      | ALL | AUT | BEL | É-U | FRA | NZL | P-B | R-U | SUI |
| --------- | --- | --- | --- | --- | --- | --- | --- | --- | --- |
| Positions | 59  | 50  | 89  | 48  | 98  | 39  | 13  | 2   | 78  |

| Pays        | Certifications |
| ----------- | -------------- |
| Royaume-Uni | 3 × Platine    |

## Tournée

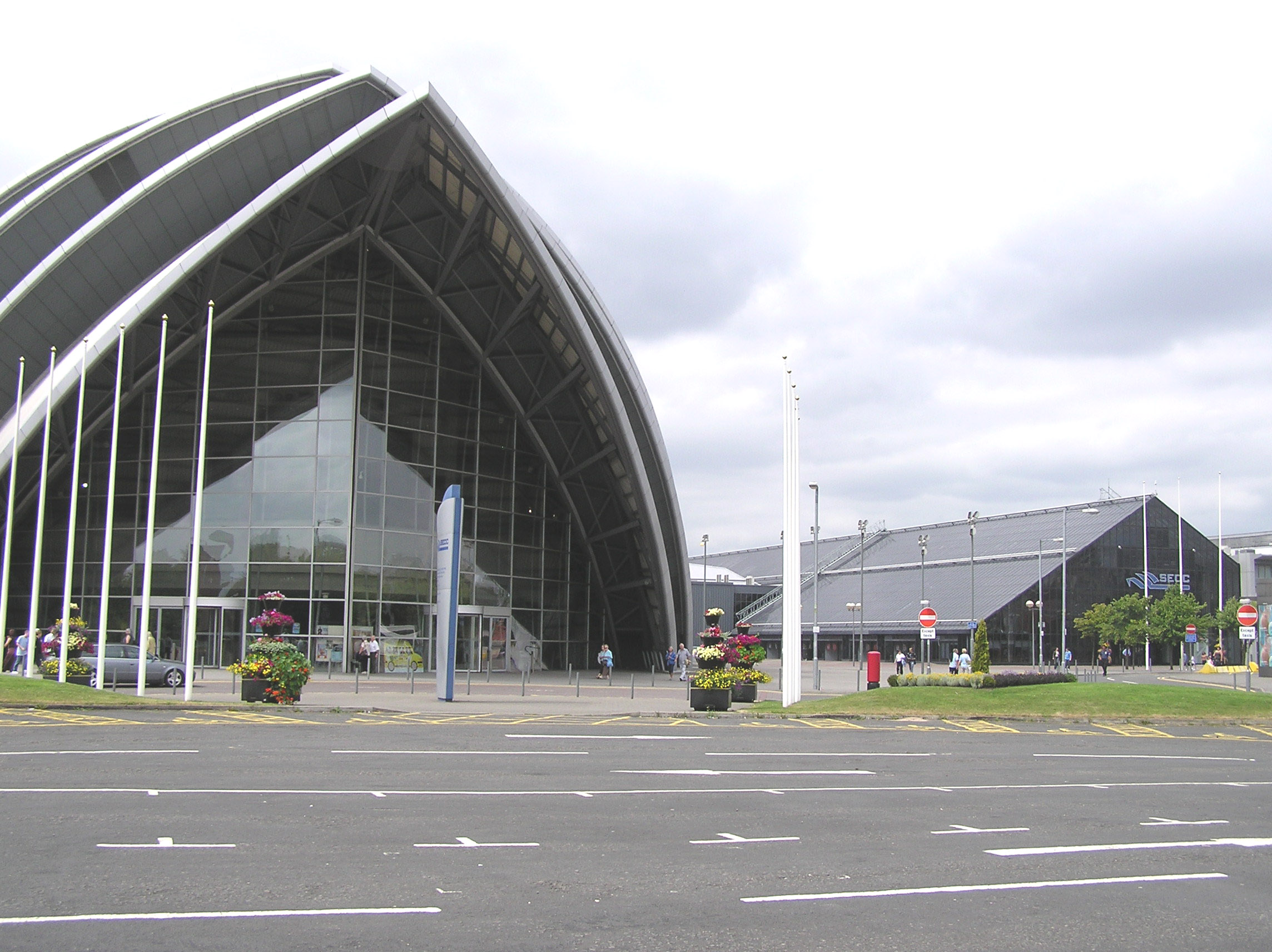
Le SECC à Glasgow voit The Fratellis ouvrir la scène à Kasabian en décembre 2006.

À la suite de la sortie de l'album, The Fratellis effectue une tournée de festivals au Royaume-Uni, étant même tête d'affiche au Rock 'n' Riot, au T in the Park,, et au Volvic Kerrang! Fest en 2006. Ils font ensuite la première partie des Who au BBC Electric Prom le 29 octobre avant d'ouvrir pour Kasabian lors de leur tournée britannique du 7 décembre au Scottish Exhibition and Conference Centre (SECC) de Glasgow au 19 décembre au Earls Court Exhibition Centre de Londres en passant par Blackpool, Manchester et Birmingham. Ils effectuent de nouveau en février et mars 2007 les premières parties de Kasabian. Ils partent ensuite pour une tournée mondiale avec des concerts au Japon, en Europe et aux États-Unis mais doivent annuler neuf dates de ce dernier pays à cause d'une fatigue accrue causée par les nombreux mois de spectacles.

## Description
L'album est globalement décrit comme influencé par Libertines, Babyshambles et Arctic Monkeys et d'une manière générale par le rock britannique Sal Cinquemani du Slant Magazine dit « que leur musique est le mélange de quinze autres groupes de britpop », ajoutant que « c'est une chose de copier un look, un son ou une formule mais que c'en est une autre de le faire de manière convaincante et avec autant de bruit communicatif ». Paul McNamee du NME note que la plupart des chansons racontent une histoire avec notamment Henrietta, qui est l'histoire d'une vieille femme qui traque le narrateur ; Vince the Lovable Stoner, celle d'un homme accro aux drogues ou encore Chelsea Dagger, celle du spectacle d'une fille,.

## Fiche technique

### Liste des chansons
Toutes les chansons sont écrites et composées par The Fratellis.
| No  | Titre                                | Durée |
| --- | ------------------------------------ | ----- |
| 1.  | Henrietta                            | 3:32  |
| 2.  | Flathead                             | 3:17  |
| 3.  | Cuntry Boys & City Girls             | 3:31  |
| 4.  | Whistle for the Choir                | 3:35  |
| 5.  | Chelsea Dagger                       | 3:35  |
| 6.  | For the Girl                         | 2:48  |
| 7.  | Doginabag                            | 3:20  |
| 8.  | Creepin Up the Backstairs            | 3:07  |
| 9.  | Vince the Loveable Stoner            | 3:14  |
| 10. | Everybody Knows You Cried Last Night | 3:54  |
| 11. | Baby Fratelli                        | 3:56  |
| 12. | Got Ma Nuts from a Hippy             | 3:11  |
| 13. | Ole Black 'n' Blue Eyes              | 3:16  |

| Les informations proviennent du livret fourni avec l'édition 2006 du CD. The Fratellis - Jon Fratelli - chant, guitare - Barry Fratelli - basse, cris - Mince Fratelli - batterie, chœurs, banjo Musicien additionnel - Shane Watson - cor d'harmonie | - Tony Hoffer – production - Tony Hoffer et Steve Osbourne – mixage - Todd Burke - ingénieur du son - Anthony McGill - coordination de la production - Sam Hadley – art et design de l'album - Mark james – illustrations |